# Íñigo Lamarca
Iñigo Lamarca Iturbe (San Sebastián, 13 de julio de 1959) fue el Ararteko (defensor del pueblo) del País Vasco entre 2004 y 2014.

## Biografía
Antes de licenciarse en Derecho fue profesor de euskera en AEK, del euskaltegi Rikardo Arregi y de la Escuela de Magisterio de la Diócesis de San Sebastián. Fue miembro del Euskal Kultur Mintegia (EKM) de la Universidad de Deusto y de la Comisión pro distrito universitario vasco. Militó en el partido político ESEI (Euskal Sozialistak Elkartzeko Indarra). Colaboró en la revista Zeruko Argia.
Fue profesor de Derecho Constitucional de la Universidad del País Vasco de 1984 a 1994. Está especializado en temas de derecho público vasco. Es coautor de Derecho autonómico vasco (1991). En mayo de 1994 se incorporó como letrado de las Juntas Generales de Guipúzcoa, plaza en la que se encuentra en situación de servicios especiales.
Ha sido un destacado activista del movimiento LGTB, tanto en el País Vasco como fundador y presidente de la Asociación de Gays y Lesbianas del País Vasco (GEHITU, unir) como en la Federación Estatal de Lesbianas, Gays, Transexuales y Bisexuales (FELGTB). En este sentido, ha escrito el libro Gay nauzu (1999). Ha sido colaborador habitual de Gehitu en varios medios de comunicación: Radio Euskadi, Euskadi Irratia, Euskaldunon Egunkaria, Euskalerria Irratia e Irutxulo; y ha escrito artículos de opinión en varios medios escritos.
Fue elegido Ararteko vasco el 18 de julio de 2004, tras un largo periodo en que el cargo permaneció vacante, y reelegido el 8 de octubre de 2009, siendo el primero que es reelegido en el cargo. Su mandato expiró el 15 de octubre de 2014 y, tras un periodo de vacancia durante el cual Julia Hernando ejerció de Ararteko en funciones, el 28 de mayo de 2015 fue sustituido en el cargo por el jurista bilbaíno Manu Lezertua.

## Obra
- Derecho autonómico vasco (1991) Iñigo Lamarca y Eduardo Virgala Foruria.
- Gay nauzu (1999, Alberdania). Traducido al castellano y al catalán: Diario de un adolescente gay (2009, Alberdania) / Diari d` un adolescent, (2009, Alberdania)
- Gipuzkoako Diputazioa eta euskeraren aldeko sustapen ekintzak (Jornadas sobre el régimen jurídico del euskera, 1990)